# Sich del Danubi

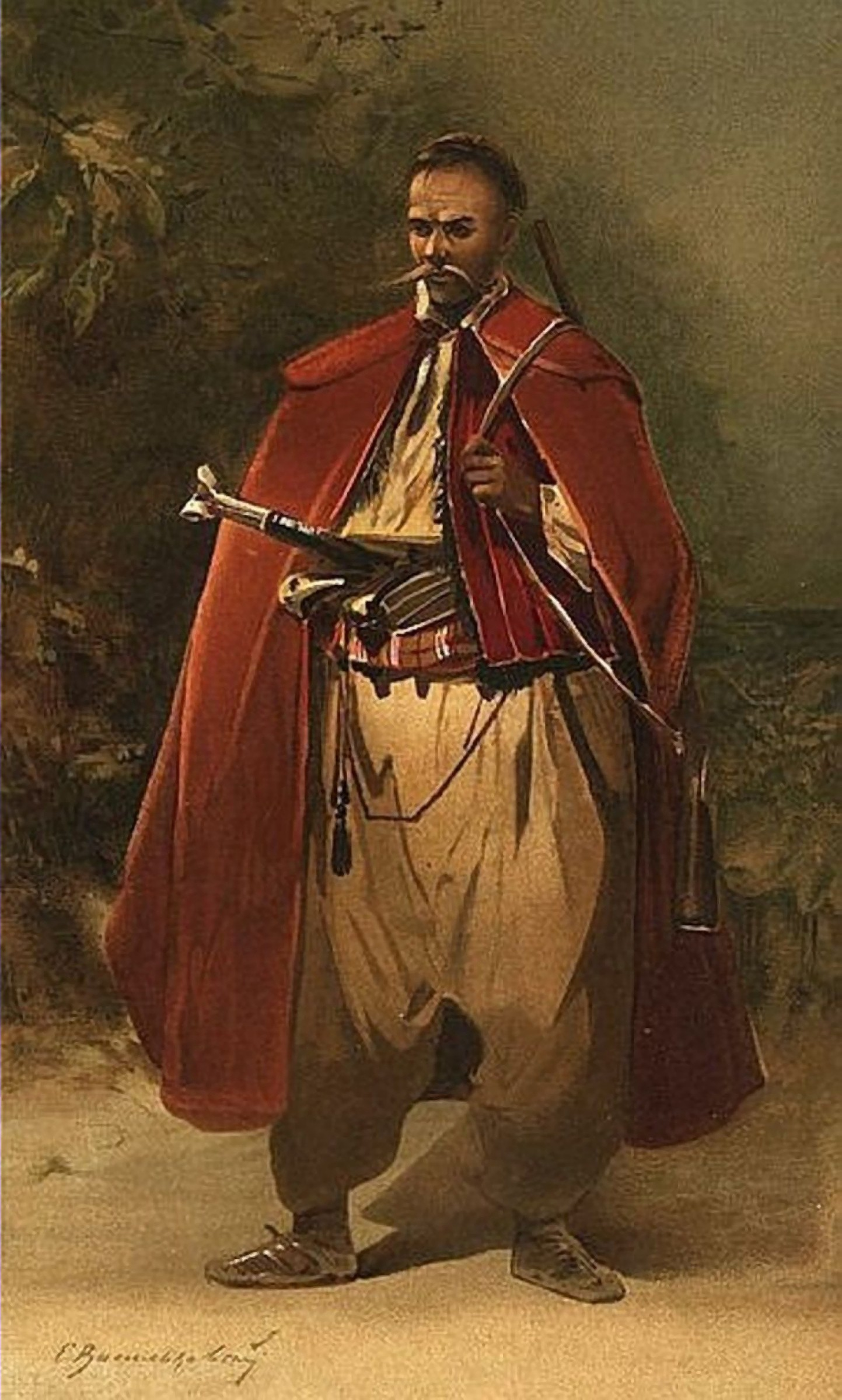
El cosac del Danubi de Sergui Vasilkivski (19??)

La Sich del Danubi (ucraïnès: Задунайська Січ) va ser un assentament fortificat (sich) dels cosacs zaporoges, que després de la desarticulació de la seva host i la destrucció de la sich de Zaporíjia es van instal·lar a la regió del delta del Danubi, aleshores -1775- pertanyent a l'Imperi Otomà.

## Història

### Destrucció de la Sich
Després del tractat de Küçük Kaynarca, que va posar fi a la guerra russoturca de 1768-1774, i que va incorporar el Kanat de Crimea als territoris de l'Imperi rus, els cosacs de Zaporíjia van perdre el seu paper com a combatents salvaguardant la frontera de l'Imperi. El seu altre enemic, la Mancomunitat de Polònia-Lituània es trobava molt afeblit i a punt de fer les Particions de Polònia. Aquesta situació provocava que el poder militar de la sich fos cada vegada més superflu. No obstant això la seva existència era una molèstia per a les autoritats imperials russes, que volien colonitzar les terres adquirides mitjançant el tractat. Després de diversos atacs a colònies d'immigrants serbis i amb el suport dels cosacs a la rebel·lió de Pugachov, la tsarina Caterina II va decidir donar ordres al general Piotr Tekeli d'acabar amb la problemàtica sich.
A la campanya de Tekeli, duta a terme al juny de 1775 no es va vessar sang. La sich va ser envoltada amb la infanteria i artilleria de l'Exèrcit Imperial Rus i es va comunicar als cosacs, encapçalats pel koshovi otaman Petró Kalnishevski, un ultimàtum. Sota el comandament del starshiná Liaj, i sense coneixement de Kalnishevski, es va arribar a un acord pel qual es permetria a un grup de 50 cosacs anar a pescar al riu Ingul a les províncies otomanes del Buh Meridional. Amb aquest pretext van escapar uns cinc mil cosacs (aproximadament el 30 % de l'host). A aquests se'ls van unir nombrosos camperols que fugien de la servitud a Rússia i es van assentar a la riba esquerra del Danubi Budjak, en mans de l'Imperi Otomà, que els va permetre assentar-s'hi. El 1778 els cosacs sumaven 12.000 homes. El sultà Abd-ul-Hamid I va decidir crear per al seu servei una host cosaca, i els va lliurar terra al curs inferior del riu Dniéster en l'actual Transnístria sota la seva tutela.
L'esclat de la guerra russoturca de 1787-1792, va dividir els cosacs, de manera que alguns d'ells van tornar a Rússia per unir-se a l'host de cosacs zaporoges lleials a Rússia, que acabaria convertint-se en l'host de cosacs del Kuban, formada amb els cosacs zaporoges que van romandre a la sich. Després de la guerra russoturca de 1806-1812, Bessaràbia va passar a mans russes, pel que els cosacs que havien colonitzat el baix Dniéster van perdre el dret a les seves terres.

### Rivalitat amb els nekrasovites
Després de la derrota de l'Imperi Otomà el 1792, alguns dels cosacs es van unir a l'exèrcit en retirada a l'encreuament del Danubi, on el sultà els va permetre la construcció de nous assentaments, la sich Katerlets. Aquest poblat es trobava en terres properes a les dels cosacs de Nekràsov (Nekrasov Cossacks) i lipovans. Van aparèixer tensions entre les dues hosts de cosacs arran dels drets sobre la terra i la pesca. El 1794, els nekrasovites van atacar i destruir Katerlets, fet que va propiciar que les autoritats de la Sublim Porta reallotgessin als zaporoges del Danubi riu amunt, a l'illa de Brailov. El nou territori era molt més pobre en pesca, la qual cosa va provocar que un grup de 500 cosacs, liderats pel koshovýi otamán Pomeló, tornessin a Rússia.
El 1800 la península dels Balcans va esclatar amb les revoltes liderades per Osman Pazvantoğlu., que es va rebel·lar contra el sultà Selim III. Va prometre als nekrasovites tot el baix Danubi per guanyar-se el seu suport. Els zaporoges del Danubi, veient així una oportunitat de treure-li avantatge als seus adversaris, es van posar del costat del sultà. La guerra civil que es va lliurar a continuació va causar importants baixes en ambdues hosts de cosacs. Quan finalment es va sufocar la rebel·lió, els zaporoges van ser recompensats pel nazir de Brailov, que els va permetre tornar a Katerlets el 1803. Malgrat aquesta victòria, els nekrasovites es van posar sota la protecció del comandant d'Izmail, Pejlevanoğlu. Amb la seva ajuda, van atacar de nou la sich el 1805, saquejant-la. Els zaporoges supervivents van fugir a Brailov.
La guerra russoturca de 1806-1812 va causar divisions entre els cosacs del Danubi. Després de la conquesta russa del Danubi, els koshovýi otamán Trofim Gaibadura i Ivan Guba van oferir la seva lleialtat a l'Imperi rus. Se'ls va permetre assentar-se a la regió del Budjak, i per decret d'Alexandre I, de 20 de gener de 1807, van formar l'host del Baix Danubi-Budjak, que només duraria cinc mesos, ja que els terratinents moldaus i ucraïnesos es queixaven que els seus serfs fugien a Kiliya i Galats, on s'assentaven els cosacs. El 20 de juny, l'host, que copmtava únicament amb 1.387 homes, va ser dissolta. Aproximadament 500 d'ells van emigrar al Kuban. La resta de cosacs del Danubi, que havien considerat la tornada a Rússia, van haver de cambiar els seus plans. Molts dels nekrasovites van ser perdonats i admesos a Rússia, després de negociacions amb el general Mijaíl Kutúzov. Pel tractat de Bucarest de 1812 el delta del Danubi va passar a domini rus. La vella rivalitat es va mostrar de nou, i els zaporoges del Danubi van atacar els seus enemics nekrasovites el 1813, reconquerint Katerlets. El fort conflicte entre les dues hosts, que va sorprendre a les autoritats imperials otomanes, va finalitzar amb la captura zaporoga de la capital nekrasovita, Verjni Dunávets (a l'actual Bulgària) el 1814. Allà van fundar la seva tercera i última sich. Aquest conflicte va significar la fi de la presència nekrasovita als Balcans. Molts d'ells es reassentarien a Anatòlia, i els que es van quedar al Danubi es van acabar integrant a l'host de zaporoges del Danubi.

### Al servei del sultà
Els conflictes van tornar als Balcans després d'uns anys de pau amb l'esclat de la guerra d'independència de Grècia. El 1821
el comandant rus-grec Aleksandr Ypsilantis va realitzar una incursió a Valàquia des de Rússia comandant els grecs de Eteria. Els cosacs del Danubi, sota el comandament del koshovi otaman Nikifor Beluga, van ajudar a derrotar-lo. Cinc mil cosacs comandats per Semion Moroz van ser enviats a Grècia per combatre del costat dels turcs. El 1824 van participar en l'assalt de Mesolongi. Moroz moriria a la batalla naval de l'illa de Quios.
En aquest període la sich del Danubi va viure el seu auge, amb entre 10.000 i 15.000 membres, controlant tota la regió del delta del Danubi, en la que tenien sota control personal del koshovi otoman sis pobles. A Verjni Dunávets hi havia 38 assentaments (kuren) amb noms provinents de la sich de Zaporizhia. No obstant, la nova sich era diferent de la seva antecessora. Ja no existien starshinàs a l'host, i només els cosacs solters eren elegibles per al servei militar. Els polkovniks eren designats temporalment pel koshovi otaman. L'host no tenia cavalleria, estava formada per infanteria en bots. L'estructura social també començava a fragmentar-se: en lloc de la tradicional igualtat entre els cosacs, alguns dels pescadors, comerciants i terratinents es van fer rayah (un graó social més alt en l'administració otomana dels no musulmans que s'aconseguia amb el pagament d'impostos).

### Fi
Al 1825 el koshovyi otaman Litvin va prometre enviar una altra expedició a Grècia, però en lloc d'anar en ajuda dels otomans, va desaparèixer sense deixar rastre. Els esdeveniments a Grècia afectaven de nou a les relacions entre els imperis rus i otomà, esclatant una nova guerra russoturca. Entre els cosacs del Danubi hi va haver novament una divisió entre els partidaris de Rússia i els de Turquia. Els primers desitjaven tornar a Rússia si s'atorgava el perdó. Amb l'avanç de les tropes russes del mariscal de camp Piotr Wittgenstein, que amenaçaven de capturar la sich, el sultà va decidir reallotjar als cosacs a Adrianòpolis, l'actual Edirne, i va ordenar al nou koshovi otaman Osip Gladki reunir a l'host a Silistra, a l'actual Bulgària. Gladki provenia d'una família terratinent de Poltava, però el 1820 va deixar casa seva per guanyar-se la vida, i després de diversos negocis infructuosos a Crimea i Odessa, va deixar Rússia per unir-se a l'host. Va prendre part en la campanya de Mesolongi, després de la qual va ser triat kurenni ataman del kuren Platnírovski i el dia de Pokrov (1 d'octubre) d'aquest any koshovi ataman.
Gladki només va reunir als homes que sospitava que eren lleials als otomans (uns dos mil i va partir cap a Silistra. Quan hi va arribar, va sol·licitar tornar a la sich per reclutar més homes. En tornar, en lloc d'això, va convocar una rada cosaca i va anunciar la seva decisió de passar a tota l'host al bàndol rus. El 10 de maig de 1828, Gladki, juntament amb 218 cosacs i 578 rayah van creuar el Danubi amb totes les possessions de la sich, cap a Rússia. Després de desembarcar a la riba esquerra, van ser traslladats a la caserna general russa, on es van agenollar davant el tsar Nicolau I, que es diu que va dir: "Déu us perdona, la Pàtria us perdona, i jo també us perdono".
Els cosacs del Danubi van ser amnistiats pel seu passat i van aconseguir recobrar la confiança del tsar, que va creuar el Danubi amb l'exèrcit imperial rus en el mateix bot amb el qual Gladki el va creuar a l'anada, amb els seus polkovniks remant. El tsar va permetre als cosacs del Danubi formar la nova Host de Zaporizhia Especial (Отдельное Запорожное Войско), de la qual Gladki en fou anomenat ataman. La nova host comptava només amb cinc sotnias d'infanteria, per la qual cosa va passar a dependre de la Flotilla del Danubi. Malgrat el seu reduït nombre, aviat es demostrarien de gran valor pel seu coneixement del complicat delta del Danubi. Van participar en l'assalt d'İshakçı, pel qual deu cosacs van rebre l'Ordre de Sant Jordi. La destinació d'aquells cosacs del Danubi que van rebutjar seguir a Gladki va ser tràgic.
Assabentat de la traïció de Gladki, el sultà va ordenar a les seves tropes genísseres arrasar la sich, massacrar a la seva població i cremar la seva església. Aquells qui es trobaven concentrats a Silistra, van ser enviats a treballs forçats a l'interior de Turquia.
Després de la fi de la guerra, Rússia va obtenir l'extens territori dels principats del Danubi. Nicolau I va decidir formar una nova host dels cosacs del Danubi, que havia d'incloure als descendents d'aquells zaporoges fugits de Rússia que no s'havien unit al sultà i que es van assentar a Bessaràbia. També va incloure a nekrasovites lleials i molts voluntaris dels pobles balcànics. Als homes de Gladki, que pertanyia a una altra host diferenciada, se'ls va comminar a emigrar al Kuban -que Gladki va visitar el 1830-, on es desenvolupava la guerra del Caucas, pel que es va considerar que un viatge tan llarg per a un grup tan petit podia ser massa difícil. Per aquest motiu, el tsar va permetre a Gladki romandre en Novorosiya i assentar-se en terres que trobés deshabitades. Gladki va escollir la costa septentrional del mar d'Azov, prop de Berdiansk. Al maig de 1832 va conduir als seus homes al nou territori, on van formar l'host de cosacs de l'Azov. Inicialment consistia en 2.336 persones (de les quals 687 eren dones). La nova host era l'única força cosaca de l'imperi amb un paper naval, doncs actuaven com a guàrdia costanera a les costes del Caucas i Crimea, defensant-les de les incursions turques i circassianes.
Els cosacs que van aconseguir escapar de la venjança del sultà no van tornar a Rússia, es van traslladar al delta del Danubi, on el 1830 sumaven 1.095 famílies. Durant anys se'ls van unir altres camperols que fugien de la servitud a l'Imperi rus. Actualment encara viu una petita minoria ucraïnesa a la regió de Dobruja de Romania. El 1992, segons les estadístiques oficials romaneses, sumaven quatre mil individus, mentre que la comunitat local afirma que en són uns vint mil. Coneguts com a rusnaks continuen mantenint l'estil cosac de vida dedicat a la caça i a la pesca.